# Anabaena azollae
Anabaena azollae è un cianobatterio eterocistato appartenente all'ordine Nostocales. Vive in simbiosi con le felci acquatiche del genere Azolla, che presentano delle cavità nelle foglie in cui si trova l'anabaena.
È in grado di fissare dai 100 ai 200 kg/ha/anno di azoto ed è utilizzata soprattutto in Cina, Vietnam e India per fertilizzare le risaie.